# 鈴木規之
鈴木 規之（すずき のりゆき、1972年〈昭和47年〉8月31日 - ）は、日本の実業家。
「モノ認識」と「モバイル」をコンセプトとした自動認識ハードウェアの販売や、アプリケーション開発を生業とする株式会社アスタリスク代表取締役社長兼執行役員。
アスタリスクの持ち株会社であるトリプルウィン株式会社の代表取締役社長、AsReader, Inc.（アメリカ合衆国現地法人）CEO（最高経営責任者）、AsReader Europe B.V.（オランダ現地法人）CEO（最高経営責任者）、大連明日星科技有限公司（中華人民共和国現地法人）董事長（最高経営責任者）。

## 来歴
1972年8月31日、京都府京都市に鈴木吉勝・節子の次男として出生。俳優の南光明と女優の大林梅子を祖父母としてもち、父、伯母、叔母なども芸能に携わっていたが、規之が生まれたときには父が引退して銀行員になっており、で活躍している芸能人はおらず、普通の家庭で育つ。
小さい頃から身長は高く、幼稚園時代から含めてクラスで一番後ろ以外になったのは過去1回だけ。兄とは10歳離れていることもあり、一番怖い存在は父ではなく兄だった。この兄に怒られないようにと年上の人間に取り入るすべを覚え、これらの対応力は、社会人生活でも役立った。
中学と高校時代はラグビー部に入部。ラグビーでは身長を活かしてロックのポジションで活躍し滋賀県選抜に選ばれるも大学進学を理由に辞退。
大学に進むと太秦にある東映俳優養成所にて時代劇俳優を志し、当時の水戸黄門や暴れん坊将軍などの監督から指導を受ける。それと並行して大学では数学の楽しさに惹かれていき、数学（トポロジー、結び目理論）の研究にのめりこんでいき、結果として俳優ではなく大学院に進学して数学を研究をすることを決意。
大学院修了後、1997年4月に東レ株式会社にシステム系社員として入社。仕事をする中で、ビジネスの楽しさに目覚め、いかにITで世の中を変えられるのかを本気で考えるようになっていった。この東レ時代にはRFIDなどにも出会い、その後のビジネスの種となる。
2005年ごろに父の鈴木吉勝に胃がんが見つかり、地元の病院で余命が数か月との宣告をうける。当時、浦安に住んでいた規之はセカンドオピニオンにて癌研有明病院を選択、無事に手術が成功したかにみえたが、その後に腎臓等にも転移していることが判明。同年に第一子が誕生する。
ビジネスにおいてITで大成をしたいと考えた規之は、父の闘病生活と息子の誕生という狭間の中で、今は自分はちょうど中間地点にいると考え、東レを出て自分で会社を設立して世界に挑戦することを決意した。
高校時代のラグビー部の友人である2名を誘い、株式会社アスタリスクを設立。誕生日である8月31日を決算日とすることによって良い誕生日が迎えられるようにとの思いもあり、設立日は2006年9月1日にすることを決め、9月1日から8月31日までを年度とすることとした。
設立日の前日2006年8月31日に父が他界。今でも自分の誕生日は早起きして墓参りをしてから会社に向かい、誕生日祝いをするという。
株式会社アスタリスクは、設立当時から上場するとの決意をもっていたが、苦戦の連続で結局は2021年9月に上場を果たした。

## 人柄
子供の頃は内向的だった。論理的な思考をもち曲がったことが嫌い。ただし非常に活動的であり、思い立ったらすぐに実行する活動力は自他ともに認める。
実際の性格は温厚で交戦を望まない。が、論理的な矛盾があると気になるようで、とことん理屈を考える性格でもある。
趣味はゴルフ。酒は焼酎が好き。
尊敬する人物は、高橋大輔（工学博士）、矢田清巳（映画監督）、中村天風（実業家、思想家）。
尊敬する経営者は、稲盛和夫（京セラ、KDDI、JAL）、中内功（ダイエー）、柳井正（ファーストリテイリング）、松下幸之助（パナソニック）、本田宗一郎（ホンダ）、伊藤忠兵衛（伊藤忠）、ウォルト・ディズニー（ディズニー）、スティーブ・ジョブズ（アップル）。
現在は、滋賀県大津市に在住。二男一女の父。

## 経営観
学生時代の恩師である教授から研究の楽しさを学ぶことになるのだが、その時の教授が説明するときにいつも言っていたのが「楽しい」という言葉であった。教授が「この理論は楽しい」と言われるたびに自分も研究が楽しくなりのめり込んでいく。それをきっかけに、「楽しむ」ということはこれほどまでに能力を高めるのかということに気付き、それ以降、「楽しく」をモットーとして生きることになる。
アスタリスクを起業してから幾多の苦労をするなかで、稲盛和夫の影響を多大にうけることになる。兄から稲盛和夫の「京セラフィロソフィー」をプレゼントされ、それ読んだとき目頭が熱くなる思いをもち、そのまま盛和塾の門をたたき入塾。正しい考え方をもって経営することやアメーバー経営なども含めて現在の経営の基礎となる。ここで、どん底になるような事態がおきても「楽しい」という気持だけは忘れないようにとの意識をもとに実施した。
毎朝、社員が出社してくる前に「明日のためのアスタリスクタイムズ」という名のメルマガを全社員に対して送信。2007年からはじめて現在まで、休まずに毎朝100行程度のメールを全従業員に対して発報。内容としては身の回りの情報をもとに、人生や仕事の上で大切だと思うことをまとめているが、これらの根幹となるのが「アスタリスクの哲学」という184個の考え方。この考え方は稲盛和夫の影響が多大ではあるが、尊敬する経営者の考えを元に再編され独自の考え方となっている。中でも「三方笑顔」という考え方は、近江商人の「三方よし」の考え方を元に鈴木規之が大切にしている楽しさ、笑顔をかけ合わせたものである。
2018年の終わりから髭を伸ばし始めるが、それと軌を一にして事業も順調に進むようになったため、縁起担ぎの意味もあり「一生髭はそらない」と言っている。スターウォーズにでてくるルーク・スカイウォーカーの晩年の姿が自分に似ていると思い込み、自らを「ルーク・スズキウォーカー」と称しYouTubeデビュー。アメリカやヨーロッパでも、ルーク・スズキウォーカーの名前で業界では知られるようになる。

## 家族、親族
鈴木家
- 祖父・鈴木光。日本の俳優。芸名：南 光明（みなみ こうめい）1895年6月30日 - 1960年3月25日
- 祖母・鈴木志づゑ。日本の女優。芸名：大林 梅子（おおばやし うめこ）1907年6月24日 - 1995年3月17日
- 父・鈴木吉勝。俳優（松竹芸能）から銀行員に転職。1933年1月8日 - 2006年8月31日。俳優時代の芸名は南田祥司。アスタリスクの設立日の前日、鈴木規之の誕生日に他界。
- 母・鈴木節子。1936年8月15日生まれ
- 兄　1962年生まれ、10歳年上であり、「小さな頃から怖い存在だった」と鈴木規之は語る。
- 妻　鈴木美智世
- 子供 二男一女